# フジウツギ科
フジウツギ科（Buddlejaceae）は双子葉植物の科で、花が美しいので栽培されるフジウツギ属（Buddleja）の植物（普通、属名からブッドレヤと呼ばれる）を含む。多くが木で、つる性のものもある。世界に9属150種ほどがあり、日本にはフジウツギ属の2-3種が分布する。花は4または5数で、花弁は筒状になる。
フジウツギ科はかつてはマチン科（Loganiaceae）と一緒にされていた（学名はLoganiaceae、和名はフジウツギ科だった）が、分離された。アイナエ属（Mitrasacme）は、分離当初はフジウツギ科とされていたが、現在はマチン科とされている。現在でも文献に混乱が見られる。2つの科は系統的にかなり異なるとされている。
さらに新しいAPG植物分類体系では、フジウツギ科はゴマノハグサ科（従来の大きなゴマノハグサ科の内の、さらに小さい群である）に含められ、科名としては消えている。

## 属
- Androya
- フジウツギ属 Buddleja - フジウツギ、ウラジロフジウツギ
- Emorya
- Gomphostigma
- Nicodemia
- ヌクシア属 Nuxia（APG IVではスティルベ科）
- Peltanthera